# Glomera fruticula
Glomera fruticula är en orkidéart som beskrevs av Johannes Jacobus Smith. Glomera fruticula ingår i släktet Glomera och familjen orkidéer. Inga underarter finns listade i Catalogue of Life.